# Atelopus longirostris
El jambato esquelético (Atelopus longirostris) es una especie de anfibio anuro de la familia Bufonidae.
Era endémica del noroeste de Ecuador. Se han encontrado especímenes similares en Colombia, pero probablemente se trate de una especie aún no descrita.
Su hábitat natural incluía montanos secos, ríos, y corrientes intermitentes de agua.
Parece que se extinguió a causa de la enfermedad quitridiomicosis, ayudado por otros factores como la pérdida de su hábitat natural o la contaminación.